# Пяточно-кубовидный сустав
Пяточно-кубовидный сустав (лат. articulatio calcaneocuboidea) образован задней суставной поверхностью кубовидной кости, facies articularis posterior ossis cuboidei, и кубовидной суставной поверхностью пяточной кости, facies articularis cu-boidea calcanei. Суставные поверхности пяточно-кубовидного сустава имеют седловидную форму. Суставная капсула, сар-sula articularis, в медиальном отделе прикрепляется по краю суставного хряща и туго натянута, а в латеральном — прикрепляется несколько отступая от края суставного хряща.
Сустав укреплен рядом связок, которые сильнее развиты на подошвенной стороне.
Длинная подошвенная связка, lig.plantare longum, самая мощная. Она начинается на нижней поверхности бугра пяточной кости и, направляясь вперед, перебрасывается через sulcus ossis cuboidei, образуя костно-фиброзный канал; достигает оснований II—V плюсневых костей. Глубокие пучки этой связки, более короткие, прикрепляются к бугристости кубовидной кости.
Подошвенная пяточно-кубовидная связка, lig. calcaneocu-boideum plantare, находится глубже предыдущей связки. Её пучки прилегают непосредственно к суставной капсуле и соединяют подошвенные поверхности пяточной и кубовидной костей. Пяточно-кубовидный сустав по форме приближается к седловидному, articulatio sellaris, но функционирует как одноосный сустав.

## Характеристика сустава
Образован кубовидной суставной поверхностью пяточной кости и задней суставной поверхностью кубовидной кости.

## Характеристика суставной поверхности
Суставная полость — изолирована от других суставов, иногда сообщается с полостью тараннопяточного-ладьевидного сустава.

## Суставная капсула
Суставная капсула с медиальной стороны толстая и туго натянутая, с латеральной — тонкая, свободная.